# Allozelotes
Genre
Allozelotes est un genre d'araignées aranéomorphes de la famille des Gnaphosidae.

## Distribution
Les espèces de ce genre sont endémiques de Chine.

## Liste des espèces
Selon World Spider Catalog (version 24.5, 26/08/2023) :
- Allozelotes dianshi Yin & Peng, 1998
- Allozelotes gyirongensis (Hu, 2001)
- Allozelotes lushan Yin & Peng, 1998
- Allozelotes microsaccatus Yang, Zhang, Zhang & Kim, 2009
- Allozelotes songi Yang, Zhang, Zhang & Kim, 2009

## Systématique et taxinomie
Ce genre a été décrit par Yin et Peng en 1998 dans les Gnaphosidae.

## Publication originale
- Yin & Peng, 1998 : « Two new genera of the family Gnaphosidae (Arachnida: Araneae) from China. » Life Science Research, vol. 2, no 4, p. 258-267 (texte intégral).